# 志賀郷村
志賀郷村（しがのさとむら）は、京都府何鹿郡にあった村。現在の綾部市の北西端、犀川の上流域にあたる。

## 地理
- 山岳：岳山
- 河川：犀川

## 歴史
- 1889年（明治22年）4月1日 - 町村制の施行により、志賀郷村・向田村・遅岫村・別所村・西方村・両河内村・内久井村の区域をもって発足。
- 1955年（昭和30年）4月10日 - 綾部市に編入。同日志賀郷村廃止。同年、遅岫（おそのくき）は篠田町に改称、両河内は廃止され坊口町と金河内町に分離、志賀郷と西方の各一部から仁和町が成立。

## 交通

### 道路
現在は旧村域を綾部宮津道路が通過するが、当時は未開通。